# Амори I (Йерусалим)
Амалрих I Йерусалимски или Алмерик I, Амори I (на френски: Amaury I de Jérusalem, Amalrich I, Aimery; * 1136, † 11 юли 1174, Йерусалим) от Дом дьо Шато-Ландон, е крал на Йерусалим от 1162 до 1174 г., граф на Яфа и Аскалон.

## Биография
Той е вторият син на крал Фулк (1092 – 1144) и кралица Мелисенда (1105 – 1161), дъщеря на крал Балдуин II. По-малък брат е на крал Балдуин III (1131 – 1162).
През 1151 г. Амалрих I получава от брат си графство Яфа, което през 1153 г. става Графство Яфа и Аскалон. След смъртта на бездетния Балдуин III на 18 февруари 1162 г. Амалрих е коронован за крал на Йерусалим от латинския патриарх на Йерусалим Амалрих от Несле. Неговото управление се концентрира върху Египет.
Пет години Амалрих и Ширкух, генерал на Нур ад-Дин Зенги (владетел на Дамаск и Алепо), се бият за притежаването на Египет. През 1164, 1167 и 1168 г. Амалрих напада без успех Египет. Третият кръстоносен поход, подпомаган от Мануил I Комнин, е победен в Дамиета. Войната завършва, когато Саладин, племенник на Ширкух, сам се провъзгласява за везир, а след смъртта на фатимидския халиф през 1171 г. – и за султан.
През 1169, 1171 и 1173 г. Амалрих изпраща посланици в Западна Европа, за да молят за помощ. През 1170 г. Саладин напада и завладява Ейлат на Червено море, но трябва да се занимава с противника си Нур ад-Дин. През 1174 г. Амалрих и Нур ад-Дин умират. Саладин поема властта също и в Сирия и успява да унищожи кралството заради поредицата от слаби крале на йерусалимския престол.
Амалрих I е вторият йерусалимски крал, роден в Палестина, и подобно на брат си Балдуин III, е повече учен, отколкото военен. Амалрих нарежда Гийом от Тир да напише историята на кралството и през свободното си време често изучава законите на държавата си. Католическата църква не му се доверява.

## Семейство и деца
Първи брак: най-късно от 1158 г. Амалрих I е женен за Агнес от Едеса (1149 – 1184), дъщеря на Жослен II (1131 – 1150, граф на Едеса (Дом Куртене) и на Беатрис, вдовица на Райналд от Мараш († 1149). С нея той има две деца:
- Сибила (* 1159, † 1190), 1186 – 1190 кралица на Йерусалим
- Балдуин IV (* 1161, † 1185), 1174 – 1183 крал на Йерусалим

През 1162 г., за да може да е коронован, Амалрих трябва да анулира брака си с Агнес заради близка кръвна роднинска връзка (тя е негова трета братовчедка).
Втори брак: през 1167 г. Амалрих I се жени за Мария Комнина (1154 – 1217), дъщеря на византийския дук Йоан Комнин и на Мария Таронитиса и роднина на византийския император Мануил I Комнин. Сватбата между Мария и Амалрих I е тържествено отпразнувана в Тир на 29 август 1167 г. С нея той има една дъщеря:
- Изабела I (1169 – 1205), кралица на Йерусалим от 1192 г. и 1197 г. се омъжва за Амалрих дьо Лузинян (1145 – 1205), от 1194 г. крал на Кипър

След неговата смърт на 11 юли 1174 г. на 38 години, вдовицата му Мария Комнина се омъжва през 1177 г. за барон Балиан от Ибелин (1140 – 1193).